# 比尔拉瓦尔
比尔拉瓦尔（Billawar），是印度查谟-克什米尔邦Kathua县的一个城镇。总人口4905（2001年）。

## 人口
该地2001年总人口4905人，其中男性2775人，女性2130人；0—6岁人口567人，其中男337人，女230人；识字率69.50%，其中男性为78.02%，女性为58.40%。